# Louis Huin
Louis Huin (* 1756; † 6. September 1821) war ein französischer Glasmaler, der in Pariser Kirchen viele Bleiglasfenster restaurierte oder erneuerte.

## Familie
Louis Huin war der Sohn eines Müllers in Chalaines (Département Meuse). Wahrscheinlich erlernte er das Handwerk der Glasmalerei bei seinem älteren Bruder Nicolas Huin, der eine Werkstatt in Paris hatte. Louis Huin heiratete 1791 Marie Victoire Desouches, die Tochter des Pariser Schlossermeisters Louis Claude Desouches. Aus dieser Ehe gingen vier Kinder hervor: Adélaïde Victoire, verheiratet mit dem Dachdeckermeister Anne Alexandre Hunout, Marie Louise, verheiratet mit dem Zimmermann Charles Marie Pouillet, der Sohn Louis und Zoé Lilia, verheiratet mit dem Rechtsanwalt Jacques Maurice Richard.

## Leben
Louis Huin besaß zur Zeit seiner Heirat bereits ein beträchtliches Vermögen, das er in der Folgezeit immer mehr vergrößern konnte. Mehrere Häuser in Paris waren in seinem Besitz und seine Werkstatt befand sich in der Rue de Verneuil Nr. 14 in Paris (7. Arrondissement). Während der Revolution arbeitete er vor allem für Privatkunden und Anfang des 19. Jahrhunderts wurde er der bevorzugte Glasmaler der Stadt Paris. Er restaurierte und erneuerte viele Fenster in Pariser Kirchen, denn die Stadt war seit der Revolution Eigentümerin der meisten Pariser Pfarrkirchen geworden und hatte deshalb auch die Unterhaltungspflicht. Huin arbeitete in über 30 Pariser Kirchen wie z. B. St-Eustache, Notre-Dame und St-Nicolas-des-Champs.
Im Jahr 1805 erhielt er seinen größten Auftrag mit der Erneuerung aller Fenster in der Kathedrale Saint-Denis. Auf der Baustelle in Saint-Denis beschäftigte Louis Huin 74 Handwerker, die zum großen Teil aus Deutschland, Österreich und der Schweiz stammten. Sein Glas bezog er von der Glasfabrik in Saint-Quirin.
In den letzten Jahren seiner Tätigkeit gingen die öffentlichen Aufträge zurück, da seine überzogenen Preisforderungen und nicht eingehaltene Vereinbarungen seinen Ruf schädigten. Nach seinem Tod, am 6. September 1821, führten seine Witwe und sein Sohn Louis den Betrieb fort. Am 26. Mai 1826 kaufte Louis Germain Bailly die Glasmalereiwerkstätte.